# Air Mekong
Air Mekong (vietnamesiska: Công ty Hàng không Mê Kông) är ett statligt vietnamesiskt flygbolag grundat 2009. 
Bolaget flyger till tre destinationer utanför Vietnam. Flygbolaget flyger bland annat 4 Bombardier CRJ 900.

## Destinationer
- Hanoi
- Ho Chi Minh-staden
- Phu Quoc
- Con Dao
- Buon Me Thuot
- Da Lat
- Pleiku
- Quy Nhon